# Мохамед, Антонио
Анто́нио Моха́мед (прозвище Турок, исп. Antonio Ricardo Mohamed Matijevich; род. 2 апреля 1970, Буэнос-Айрес) — аргентинский футболист, нападающий, игрок сборной Аргентины. В настоящее время — футбольный тренер. Вся игровая и значительная часть тренерской карьеры Мохамеда связана с двумя странами — Аргентиной и Мексикой.

## Биография

### Карьера футболиста
Антонио Мохамед родился в семье отца-выходца из Сирии и Ливана и матери-хорватки, в Буэнос-Айресе. Несмотря на то, что это арабские страны, в Аргентине их по ошибке называют турками ещё с момента установления Аргентиной дипломатических отношений с Оттоманской империей в 1900-е годы. Из-за этого за Антонио ещё в годы игровой карьеры закрепилось прозвище «Турок».
Мохамед начал игровую карьеру в клубе «Уракан», хотя являлся воспитанником другого столичного клуба, «Велес Сарсфилд». В 1990 году выиграл с «красно-белыми» чемпионат Второго дивизиона Аргентины и, несмотря на то, что впоследствии Мохамед выступал за такие титулованные и популярные клубы, как «Бока Хуниорс» и «Индепендьенте», этот трофей остался единственным за всю клубную карьеру игрока.
Однако на уровне сборной Мохамеду удалось завоевать Кубок Америки. В состав «Альбиселесте» игрок призывался ещё с 1988 года, ещё будучи нападающим молодёжных национальных команд. Так, в 1989 году Мохамед занял на молодёжном чемпионате Южной Америки вместе со сборной Аргентины третье место, а затем выступал на юношеском чемпионате мира (до 20 лет), прошедшем в том же году в Саудовской Аравии. Но в основной сборной Туркито впервые сыграл только в 1991 году, и это был единственный год, когда он выступал за сборную. Дебют состоялся 19 февраля в товарищеской игре против сборной Венгрии (победа 2:0). Затем он сыграл ещё в трёх матчах, в которых забил один гол. На Кубке Америки 1991 года Мохамед сыграл один полный матч — это была последняя игра первого группового этапа против Перу, в которой Альфио Басиле дал шанс некоторым игрокам, сидевшим в резерве или выходившим в ходе турнира на замену. Аргентинцы выиграли матч со счётом 3:2 и прошли с первого места в своей группе в финальную пульку. Больше Мохамед на поле не появлялся, но в итоге также стал победителем Кубка Америки.
В 1991 году «Уракан» продал Антонио в «Боку Хуниорс» за 1,2 млн песо. В стане «сине-золотых» он провёл лишь сезон, который нельзя было назвать очень успешным, после чего перешёл в «Индепендьенте». Однако и там он в 26 играх чемпионата Аргентины забил лишь 2 гола. Антонио не хватило всего одного года, чтобы стать в составе «Индепендьенте» чемпионом Аргентины (Клаусура 1994). Мохамед принял решение уехать в Мексику, где и выступал до самого завершения карьеры футболиста в 2003 году.

### Тренерская карьера
После завершения игровой карьеры Мохамед вернулся в Буэнос-Айрес, где стал тренировать давший ему путь в большой футбол «Уракан», но довольно быстро вернулся в Мексику, где тренировал ряд средних по силе команд вплоть до возвращения в Аргентину в 2007 году.
В конце июня 2006 года, во время чемпионата мира в Германии, Антонио Мохамед вместе с членами своей семьи попал в тяжелейшую автомобильную аварию. Пятеро аргентинцев ехали по Федеральному шоссе 4 из Дрездена во Франкфурт-на-Майне, и в них врезался выехавший на встречную полосу автомобиль с тремя немцами. От полученных травм 4 июля в больнице скончался 9-летний сын Мохамеда, Фарид; сам же тренер получил тяжёлый перелом ноги, какое-то время ему угрожала ампутация ноги. После этой трагедии Мохамед восстанавливался около года.
В середине 2007 года Антонио вернулся на родину и возглавил «Колон» из Санта-Фе. Он вывел команду из зоны вылета и, более того, вступил в борьбу за попадание в зону Кубка Либертадорес 2009. 21 сентября Мохамед подал в отставку. Вскоре последовало назначение на пост главного тренера неудачно стартовавшего в Апертуре 2010 «Индепендьенте», с которым он в итоге выиграл 8 декабря свой первый трофей в качестве тренера — Южноамериканский кубок.
В 2011 году возглавил «Тихуану», а в следующем году привёл команду к первому в её истории титулу чемпионов Мексики (Апертура). Через два года привёл к чемпионскому титулу «Америку» (Мехико). Наиболее эмоциональным для Антонио стал третий чемпионский титул, к которому он привёл «Монтеррей» в Апертуре 2019 — его сын Фарид был фанатом «Монтеррея» со времён, когда его отец выступал за этот клуб. После гибели сына Антонио дал обещание когда-нибудь привести к чемпионству «Монтеррей».
В 2022 году тренировал бразильский «Атлетико Минейро».

## Достижения
Как игрок
- Чемпион Второго дивизиона Аргентины (1): 1989/90
- Победитель Кубка Америки (1): 1991

Как тренер
- Победитель Чемпионата Мексики (3): Апертура 2012, Апертура 2014, Апертура 2019
- Обладатель Кубка Мексики (2): Апертура 2017, 2019/20
- Обладатель Суперкубка Бразилии (1): (2022)
- Чемпион штата Минас-Жерайс (1): (2022)
- Обладатель Южноамериканского кубка (1): 2010